# Кьєлл Схерпен
Кьєлл Схерпен (нід. Kjell Scherpen, нар. 23 січня 2000, Еммен, Нідерланди) — нідерландський футболіст, воротар англійського «Брайтон енд Гоув Альбіон» та молодіжної збірної Нідерландів.
На правах оренди грає за австрійський «Штурм».

## Ігрова кар'єра

### Клубна
Кьєлл Схерпен є вихованцем футбольної школи клубу «Еммен». У березні 2017 року воротар підписав з клубом свій перший професійний контракт на три роки. В сезоні 2017/18 «Еммен» посів сьоме місце у Еерстедивізі і через стикові ігри вийшов до Ередивізі. У серпні 2018 року воротар зіграв першу гру у вищому дивізіоні.
У квітні 2019 року стало відомо, що влітку Схерпен підпише контракт зі столичним «Аяксом». Травма Мартена Стекеленбурга дозволила Схерпену дебютувати у складі «Аякса» у квітні 2021 року. Всього в основі воротар провів чотири поєдинки, паралельно з цим граючи у складі «Йонг Аякс».
Влітку 2021 року Схерпен підписав контракт з англійським «Брайтон енд Гоув Альбіон». Та грав лише у матчах Кубка Англії. В січні 2022 року га правах оренди до кінця сезону воротар перейшов до бельгійського «Остенде». Наступний сезон 2022/23 футболіст повернувся до Нідерландів, де виступав в оренді у клубі Ередивізі «Вітесс».

### Збірна
У червні 2022 року Кьєлл Схерпен вперше отримав виклик до лав національної збірної Нідерландів. Але на поле того разу не виходив.

## Титули
Аякс
 Чемпіон Нідерландів: 2020/21
 Переможець Кубка Нідерландів: 2020/21
 Переможець Суперкубка Нідерландів: 2019
Штурм
 Переможець Кубка Австрії: 2023/24
 Чемпіон Австрії: 2023/24, 2024/25